# تشيف ويلسون
تشيف ويلسون (بالإنجليزية: Chief Wilson)‏ هو لاعب كرة قاعدة أمريكي، ولد في 21 أغسطس 1883 في أوستن في الولايات المتحدة، وتوفي في 22 فبراير 1954 في بيرترام في الولايات المتحدة.

## وصلات خارجية
- تشيف ويلسون على موقع دوري كرة القاعدة الرئيسي (الإنجليزية)
- تشيف ويلسون على موقعبيزبول رفرنس.كوم (الدوري الرئيسي) (الإنجليزية)
- تشيف ويلسون على موقعبيزبول رفرنس.كوم (الدوري الثانوي) (الإنجليزية)
- تشيف ويلسون على موقع إي إس بي إن.كوم (أم.أل.بي) (الإنجليزية)
- تشيف ويلسون على موقع مشجعي الرسوم البيانية (الإنجليزية)